# Typ 5 Chi-Ri
Typ 5 Chi-Ri – japoński czołg średni skonstruowany w 1945 roku. Powstał tylko prototyp.
Czołg Typ 5 Chi-Ri miał klasyczną konstrukcję. W tylnej części nitowanego kadłuba umieszczono dwunastocylindrowy, rzędowy silnik gaźnikowy, chłodzony cieczą. Układ jezdny składał się z każdej strony z ośmiu kół jezdnych, koła napędowego, napinającego i trzech rolek podtrzymujących gąsienicę. Koła jezdne były zblokowane po dwa i amortyzowane poziomymi resorami śrubowymi (system Hara). Czołg był uzbrojony w armatę czołgową kalibru 75 mm Typ 4 umieszczoną w wieży i armatę Typ 1 kalibru 37 mm zamocowana w kadłubie. Uzbrojeniem dodatkowym był czołgowy karabin maszynowy Typ 97 sprzężony z armatą 75 mm. Drugi ckm mógł być montowany zamiast armaty 37 mm. Załoga składała się z kierowcy, strzelca kadłubowego km, celowniczego, ładowniczego i dowódcy.